# Christian Boussus

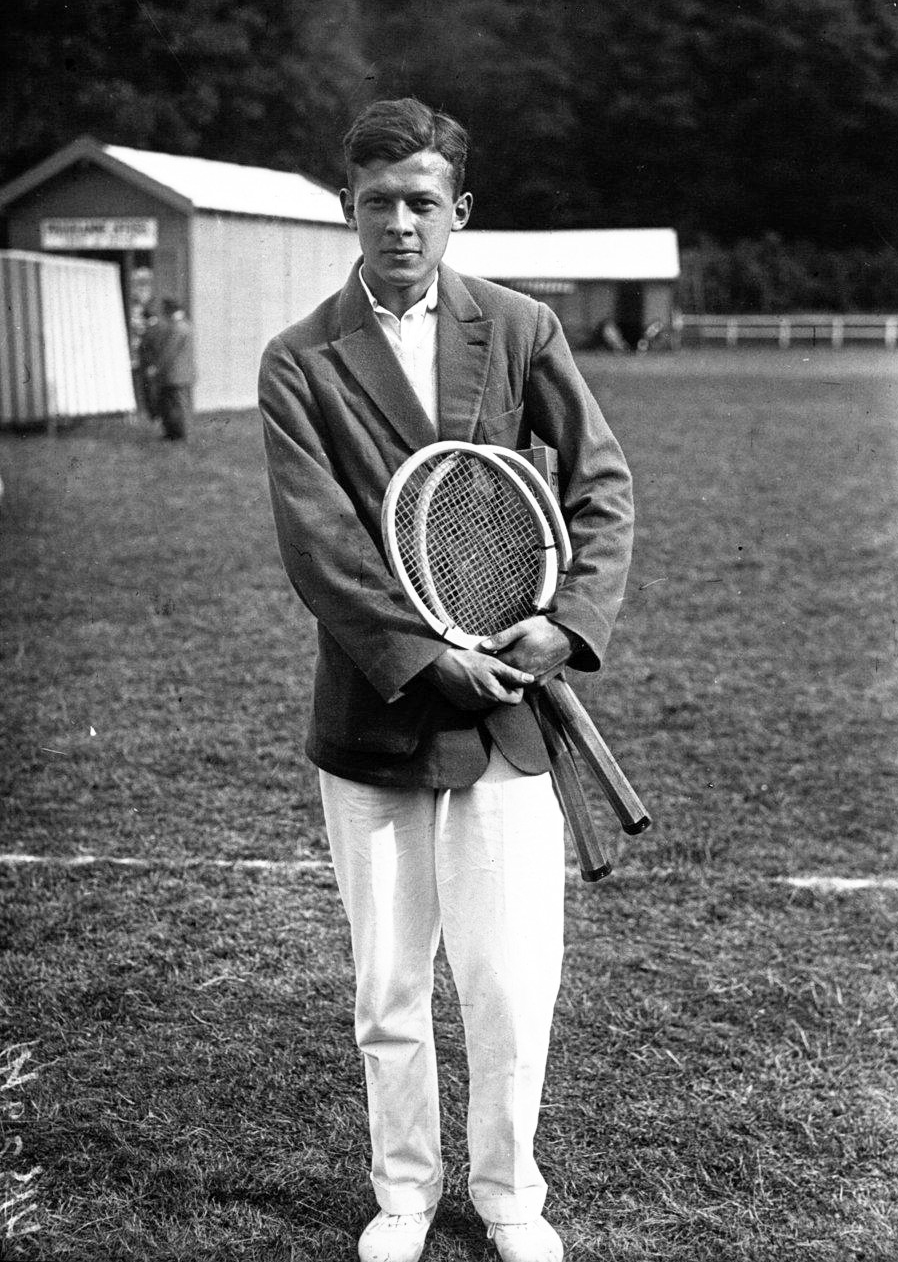
Christian Boussus (1927)

Christian Boussus, född 5 mars 1908, död 2003, var en fransk tennisspelare. 
Christian Boussus stod under sin tenniskarriär under 1930-talet i skuggan av sina landsmän, de "fyra musketörerna" (Jean Borotra, Henri Cochet, René Lacoste och Jacques Brugnon) som dominerade den internationella tennisscenen kring 1930. Sex år i rad, 1927-32, vann de fyra musketörena Davis Cup (DC)-titeln åt Frankrike. Christian Boussus deltog visserligen i laget 1929-32 som den "femte musketören", men fick inte chansen att spela förrän 1934 då både Cochet och Lacoste slutat spela. Boussus och Borotra fortsatte sedan att spela i laget fram till 1939. Boussus spelade totalt 19 matcher av vilka han vann 10. Under den period han var aktiv spelare i Davis Cup-laget, hade Frankrikes DC-dominans brutits och laget lyckades inte vinna cup-titeln.  
Boussus nådde 1931 singelfinalen i Franska mästerskapen. Han mötte där Jean Borotra som vann med 2-6, 6-4, 7-5, 6-4. Året därpå, 1932, nådde Boussus dubbelfinalen i Franska mästerskapen tillsammans med Marcel Bernard. Paret förlorade mot Henri Cochet/Jacques Brugnon (4-6, 6-3, 5-7, 3-6). 
Han dog vid 95 års ålder som den siste överlevande "musketören".